# 塞爾文·勞埃
塞爾文·勞埃，CH，CBE，TD，PC，QC，DL（Selwyn Lloyd；1904年7月28日—1978年5月18日），是英國保守黨政治家，曾擔任外交大臣（1955年至1960年），財政大臣（直到1962年），他在1971年被選為下議院議長，直到1976年退休。
勞埃德出生於西柯爾比（今默西塞德郡），雙親分別是牙科醫生約翰·韋斯利·勞埃德與瑪麗·雷切爾。他曾就讀於費蒂斯公學和劍橋大學，他是剑桥大学学生联合会主席和劍橋大學自由俱樂部主席。